# Кирхгофф, Ян
Ян Кирхгофф (нем. Jan Tilman Kirchhoff; род. 1 октября 1990, Франкфурт-на-Майне, Гессен) — немецкий футболист, защитник.

## Клубная карьера
Карьера Кирхгоффа началась в SpVgg Kickers 16 во Франкфурте. В девятилетнем возрасте он перешёл в команду юношей (от 8 до 10 лет) «Айнтрахта», там он прекрасно себя проявил и даже стал капитаном команды. Но после перехода на более взрослый уровень (13—15 лет), Ян перестал пользоваться доверием у тренеров и всё чаще оказывался на скамейке запасных. Ничего не изменилось и в команде следующей возрастной категории (15—17 лет), естественно это не устраивало Кирхгофа и в семнадцатилетнем возрасте он решился на переезд в Майнц.
После перехода в «Майнц 05» Юрген Крамны, тренер молодёжной команды Майнца, переквалифицировал Кирхгоффа из полузащитника, коим Ян был в «Айнтрахте», в защитника. Во многом это поспособствовало быстрому прогрессу игрока, что не осталось незамеченным тренерами юношеской сборной. 2 ноября 2008 года Ян дебютировал за основную команду во Второй Бундеслиге, в игре против «Рот-Вайсс» Аален, Майнц выиграл со счётом 2:0, а Кирхгофф провёл на поле все 90 минут. После чего был отмечен прессой как один из наиболее талантливых защитников немецкого футбола. В Бундеслиге Ян дебютировал 4 декабря 2010 года, в матче против своего прошлого клуба. Матч закончился победой «Айнтрахта» со счётом 2:1, несмотря на поражение Кирхгофф хорошо проявил себя и вскоре стал основным игроком и лидером обороны «Майнца». В конце 2012 года Ян объявил о решении не продлевать контракт с карнавальниками. После этого им заинтересовались сразу несколько немецких топ-клубов, среди которых были «Шальке», «Бавария» и дортмундская «Боруссия».
10 января 2013 года Кирхгофф подписал контракт с «Баварией» до 30 июня 2016 года. Дебютировал за новый клуб Ян в предсезонном матче против фан-клуба Wildenau, матч закончился со счётом 15:1 в пользу «Баварии». В четвёртой игре предсезонного турнира против клуба итальянской Серии Б — «Брешия», Кирхгофф забил свой первый гол за мюнхенский клуб.
В январе 2014 года Кирхгофф отправился в аренду сроком на полтора года в «Шальке 04». Первый матч за новую команду он провёл 3 мая 2014 года в матче 33-го тура Бундеслиги против «Фрайбурга» (2:0), выйдя на замену на 75-й минуте.
В январе 2016 года Кирхгофф перешёл в «Сандерленд», подписав контракт до июня 2017 года.

## Карьера в сборной
За юношескую сборную (до 18 лет) сыграл три матча. Дебют произошёл 13 ноября 2007 года в товарищеском матче против юношеской сборной Ирландии, Кирхгофф на 72-й минуте вышел на замену вместо Марио Эрба. Матч закончился победой сборной Германии со счётом 4:0. Во втором матче опять же против Ирландии 15 ноября 2007 года, Ян уже вышел в основном составе, однако Германия проиграла со счётом 2:3, а Кирхгофф отметился автоголом.
В сборной Германии до 19 лет Кирхгофф провёл 8 матчей и отметился одним голом. Дебютировал 7 сентября 2008 года в товарищеском матче с Чехией, заменив на 74 минуте Нильса Тейшейру.
В сборной Германии до 21 года дебютировал 3 сентября 2010 года в рамках квалификации к чемпионату Европы по футболу среди молодёжных команд 2011 в матче против сборной Чехии, который закончился со счётом 1:1; единственный гол немцев забил Кирхгофф.